# Добжинево
Добжинево (пол. Dobrzyniewo, нім. Dobbertin) — село в Польщі, у гміні Вижиськ Пільського повіту Великопольського воєводства.
Населення — 271 особа (2011).
У 1975-1998 роках село належало до Пільського воєводства.

## Демографія
Демографічна структура станом на 31 березня 2011 року:
|          | Загалом | Допрацездатний вік | Працездатний вік | Постпрацездатний вік |
| -------- | ------- | ------------------ | ---------------- | -------------------- |
| Чоловіки | 130     | 27                 | 90               | 13                   |
| Жінки    | 141     | 34                 | 80               | 27                   |
| Разом    | 271     | 61                 | 170              | 40                   |